# Abja
Abja ist eine ehemalige Landgemeinde im estnischen Kreis Viljandi mit einer Fläche von 290,21 km². Sie hatte 2514 Einwohner (Stand: 1. Januar 2010). Am 24. Oktober 2017 wurden die Landgemeinden Karksi, Abja, Halliste und die Kleinstadt Mõisaküla zur neuen Landgemeinde Mulgi vereinigt.
Abja lag im Süden des Landkreises und grenzte an Lettland. Es wurde erstmals 1504 urkundlich erwähnt. Neben dem Hauptort Abja-Paluoja (deutsch: Abia-Palloja), der als gemeindeintegrierte Stadt 1998 eingegliedert wurde, umfasste die Landgemeinde die Dörfer Abja-Vanamõisa, Abjaku, Atika, Kamara, Laatre, Lasari, Penuja, Põlde, Raamatu, Räägu, Saate, Sarja, Umbsoo, Veelikse und Veskimäe.
Abja unterhält eine Gemeindepartnerschaft mit Nummi-Pusula in Finnland.

## Söhne und Töchter der Stadt
- Karl August Hindrey (1875–1947), estnischer Schriftsteller, Journalist und Karikaturist
- Hendrik Saar (1893–um 1944), estnischer Schriftsteller, geboren in Halliste
- Peeter Meisel (1901–1937), estnischer Schriftsteller und Kritiker